# Grzybowo (powiat Wrzesiński)
Grzybowo is een dorp in het Poolse woiwodschap Groot-Polen, in het district Wrzesiński. De plaats maakt deel uit van de gemeente Września.